# Masaya Yuma
Masaya Yuma (遊馬 将也 Yūma Masaya?, nacido el 4 de junio de 1993 en Saitama, Saitama) es un futbolista japonés que se desempeña como delantero.

## Trayectoria

### Clubes
| Club            | País  | Año    |
| --------------- | ----- | ------ |
| Blaublitz Akita | Japón | 2016 - |

## Estadística de carrera

### J. League
| Club            | Año   | J. League | J. League | Copa J. League | Copa J. League | Total | Total |
| Club            | Año   | Part.     | Goles     | Part.          | Goles          | Part. | Goles |
| --------------- | ----- | --------- | --------- | -------------- | -------------- | ----- | ----- |
| Blaublitz Akita | 2016  | 20        | 3         | -              | -              | 20    | 3     |
| Blaublitz Akita | 2017  | 24        | 3         | -              | -              | 24    | 3     |
| Total           | Total | 44        | 6         | 0              | 0              | 44    | 6     |